# Dolpenried
Das Gebiet Dolpenried ist ein mit Verordnung vom 22. Juni 1966 durch das Regierungspräsidium Südwürttemberg-Hohenzollern ausgewiesenes Naturschutzgebiet (NSG-Nummer 4.038) im Gebiet der Gemeinden Altshausen und Wolpertswende im Landkreis Ravensburg in Baden-Württemberg, Deutschland. Es wird als kleines Bergkiefern-Hochmoor mit Übergangsmoor auf abgetorften Flächen, Blindsee und Schwingrasen beschrieben.

## Lage
Das rund 57 Hektar große Naturschutzgebiet Dolpenried gehört naturräumlich zum Oberschwäbischen Hügelland. Es liegt als Teil der Blitzenreuter Seenplatte etwa 4½ Kilometer südöstlich von Altshausen und zwei Kilometer nordwestlich von Wolpertswende, zwischen dem zu Altshausen gehörenden Ortsteil Stuben und dem zu Wolpertswende gehörenden Weiler Bruggen, auf einer Höhe von 574 bis 580 m ü. NN.

## Flora und Fauna

### Flora
Aus der schützenswerten Flora sind unter anderem folgende Pflanzenarten zu nennen:
- Asch-Weide (Salix cinerea), auch Grauweide genannt, aus der Familie der Weidengewächse
- Bergkiefer (Pinus mugo), eine vielgestaltige Pflanzenart aus der Familie der Kieferngewächse
- Blumenbinse (Scheuchzeria palustris), die einzige Art der Familie der Blumenbinsengewächse
- Gewöhnliche Moosbeere (Vaccinium oxycoccos), eine Vertreterin aus der Familie der Heidekrautgewächse
- Pfeifengräser (Molinia), eine Pflanzengattung der Familie der Süßgräser
- Schlamm-Segge (Carex limosa), eine im Rückgang befindliche Art der Sauergrasgewächse
- Wiesen-Wachtelweizen (Melampyrum pratense), ein Vertreter der Sommerwurzgewächse